# St. Peter und Paul (Deuna)

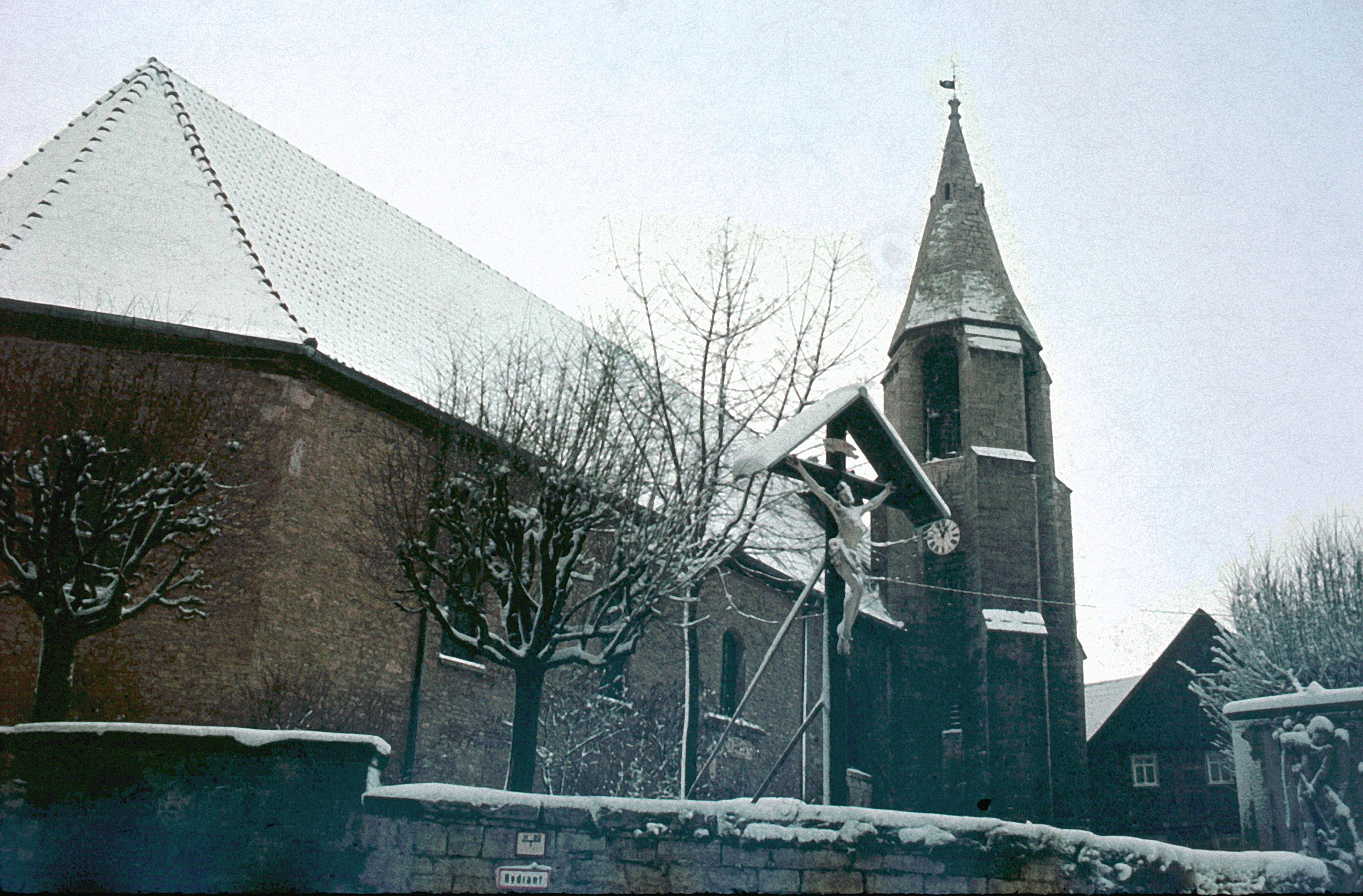
St. Peter und Paul

Die römisch-katholische Filialkirche St. Peter und Paul steht in Deuna, Ortsteil der Gemeinde Niederorschel im thüringischen Landkreis Eichsfeld. Sie ist Filialkirche der Pfarrei St. Marien Niederorschel im Dekanat Leinefelde-Worbis des Bistums Erfurt. Sie trägt das Patrozinium der heiligen Peter und Paul.

## Geschichte und Architektur
Der Bau der heutigen Saalkirche wurde mit dem östlichen Teil begonnen. Der Baubeginn ist mit 1687 datiert und wurde in Bruchstein gemauert. Der Chor schließt dreiseitig. Dieser Bau ersetzte eine Vorgängerkirche aus dem 15. Jahrhundert. Der Weihbischof Johann Daniel Gudenus weihte die Kirche im Oktober 1690 und stellte sie unter das Patrozinium der Apostel Petrus und Paulus. Eine Erweiterung um zwei Achsen nach Westen erfolgte von 1867 bis 1870, gleichzeitig wurde der Turm an der Nordwestecke in Werkstein hochgemauert. Dieser besitzt mächtige Strebepfeiler und ist mit einem massiven Spitzhelm bekrönt. Die Sakristei steht an der südöstlichen Seite. Die Sonnenuhr von 1494 befindet sich an der Südseite, sie stammt wohl noch vom Vorgängerbau. Darunter ist ein Wappen der Familie vom Hagen angebracht. Im romanisierenden Westgiebel ist eine Fensterrose im Jugendstil zu sehen, das Säulenportal darunter ist rundbogig. Der Innenraum ist mit einer verputzten Holztonne ausgestattet. Die Fenster im Chorraum zeigen Szenen aus der Kindheit Jesu, die sechs Fenster im Langhaus die zwölf Apostel.
Seit 1. Januar 2008 gehört die Kirche als Filialkirche zur katholischen Pfarrei „St. Marien“ in Niederorschel. Bis zum 31. Dezember 2007 war Deuna eine eigenständige Pfarrei.

## Ausstattung

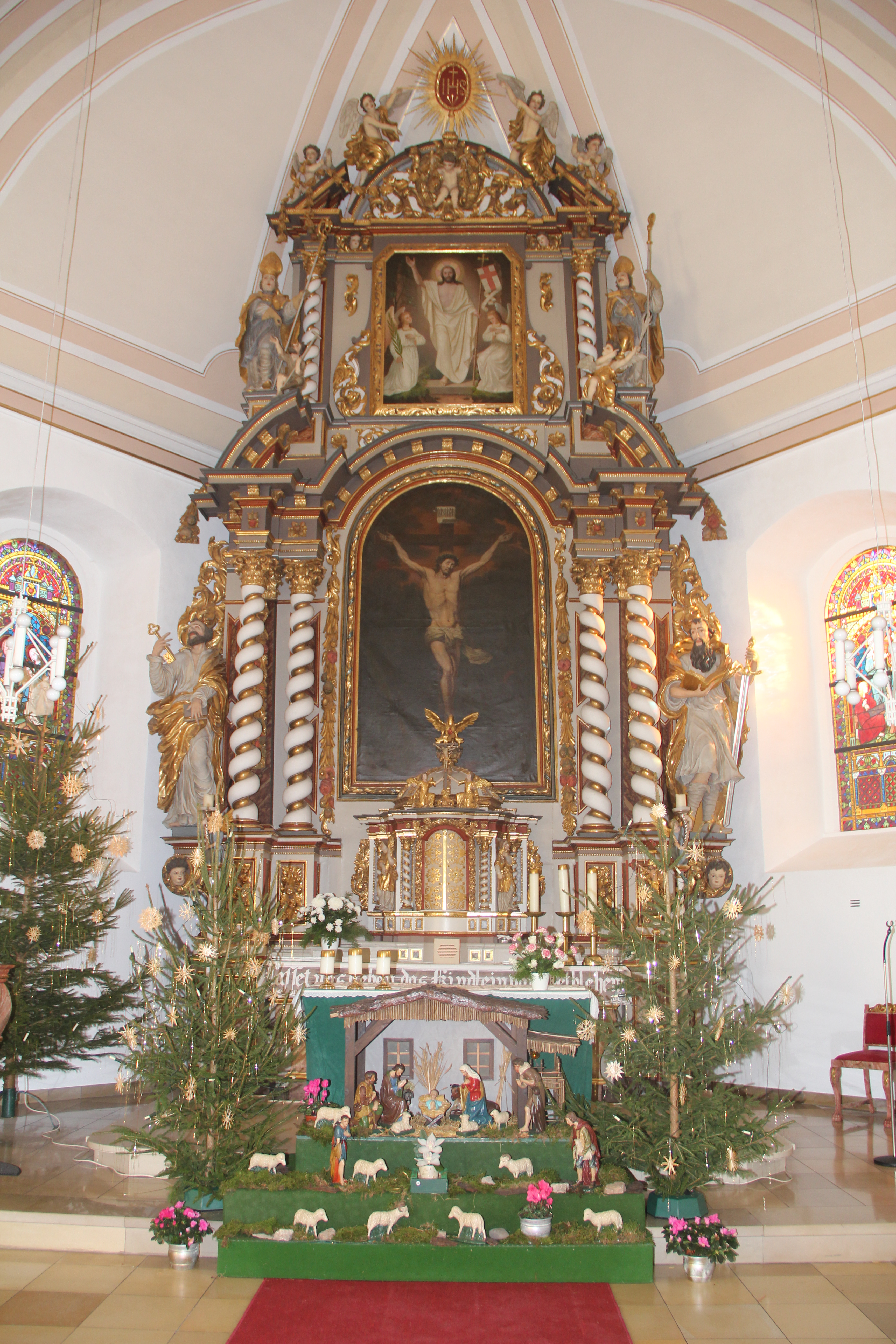
Der Hochaltar

- Der barocke Hochaltar zeigt in der Mitte ein Bild mit der Kreuzigungsdarstellung, der Tabernakel in Form eines Rundtempels ist mit einem Pelikan bekrönt.
- Die Kanzel stammt aus der ersten Hälfte des 17. Jahrhunderts, sie ist mit den Figuren der vier Evangelisten und der Madonna auf dem Korb geschmückt. Auf dem Schalldeckel steht die Figur des guten Hirten.
- Das Maßwerk des Taufsteines von der Mitte des 15. Jahrhunderts ist aufgeblendet
- Die Schnitzfigur der Anna selbdritt ist eine Arbeit aus der zweiten Hälfte des 15. Jahrhunderts.
- Den Majolikakreuzweg schuf Georg Kemper von 1925 bis 1930.[2]